# Raúl Borges
Raúl Borges Requena (* 4. Februar 1882 in Caracas; † 24. Juni 1967 ebenda) war ein venezolanischer Komponist, Gitarrist und Musikpädagoge.

## Leben
Borges hatte seit 1895 Gitarrenunterricht bei Salvador Llamozas und Eduardo Richter und vervollkommnete sein Gitarrenspiel autodidaktisch nach der Methode von Ferdinando Carulli. Seit 1910 gab er selbst Gitarrenunterricht und gründete 1915 den Círculo Musical. Seit 1920 wirkte er als Sekretär der venezolanischen Botschaft in Paris.
1932 gründete er an der Escuela de Música y Declamación (heute Escuela de Música José Ángel Lamas) einen Lehrstuhl für Gitarre, den er bis 1952 innehatte. Er profitierte als Lehrer vom Erfahrungsaustausch mit dem paraguayischen Gitarristen Agustín Barrios Mangoré, den er 1932 kennengelernt hatte. Er hatte prägenden Einfluss auf die venezolanische Gitarrenmusik des 20. Jahrhunderts. Zu seinen Schülern zählten unter anderem Maria Corma Moreno, Flaminia Montenegro, Froila Pacanins, José Rafael Cisneros, Antonio Ochoa, Rómulo Lazarde, Alirio Díaz, Rodrigo Riera, Antonio Lauro, Manuel Enrique Pérez Díaz und Fredy Reyna. 
Neben eigenen Kompositionen verfasste Borges zahlreiche Transkriptionen von Werken für zwei, drei und vier Gitarren. Zahlreiche seiner Werke wurden vom venezolanischen Erziehungsministerium 1952 in dem Buch Composiciones para guitarra veröffentlicht.

## Werke
- Canción Antigua
- Canción de cuna, 1952
- El Criollito, Walzer, 1935
- Fuente morisca, Fantasie
- Marisol, Walzer
- Melodía, 1952
- Preludio
- Sueño de Opio, Fantasie
- Valse
- Valse Venezolano, 1952
- Vengo a Verte, Walzer

| Personendaten    | Personendaten                                          |
| ---------------- | ------------------------------------------------------ |
| NAME             | Borges, Raúl                                           |
| ALTERNATIVNAMEN  | Borges Requena, Raúl (vollständiger Name)              |
| KURZBESCHREIBUNG | venezolanischer Komponist, Gitarrist und Musikpädagoge |
| GEBURTSDATUM     | 4. Februar 1882                                        |
| GEBURTSORT       | Caracas                                                |
| STERBEDATUM      | 24. Juni 1967                                          |
| STERBEORT        | Caracas                                                |